# El Zorro y el Gato
El Zorro y el Gato son dos personajes secundarios de la novela de Carlo Collodi Las aventuras de Pinocho. Son un zorro y un gato que se aprovechan de la inocencia de Pinocho para su propio beneficio.

## Papel en la historia
Pinocho se encuentra con los dos después de dejar el teatro de Comefuego con cinco monedas de oro, después de lo cual el Zorro afirma conocer al padre de Pinocho, el señor Geppetto, y le propone a Pinocho visitar la Tierra de las Lechuzas (Paese dei Barbagianni) e ir al 'Campo de los Milagros' (Il campo dei Miracoli), donde las monedas pueden convertirse en un árbol productor de dinero. Un mirlo blanco advierte a Pinocho contra estas mentiras, pero el Gato se lo come. El Zorro encubre esta acción alegando que el mirlo habla demasiado. El dúo lleva a Pinocho a una posada, donde comen una gran comida y piden que los despierten a la medianoche.

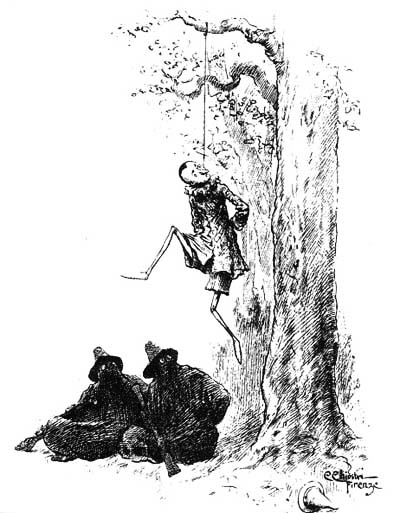
El Zorro y el Gato, disfrazados de bandidos, intentan ahorcar a Pinocho.

Dos horas antes de la hora fijada, la pareja abandona a Pinocho para pagar la comida con una de sus monedas y piden al posadero que le deje un mensaje a Pinocho de que el gatito mayor del Gato se había enfermado y que se encontrarían con Pinocho en el Campo de los Milagros. Cuando Pinocho sale de la posada, los dos lo atacan disfrazados de atracadores y, en la lucha que siguió, Pinocho le muerde la pata al Gato. Luego, cuelgan a Pinocho de un árbol, del que escapa con la ayuda del Hada de Cabello Turquesa, quien llamó a un halcón para que lo cortara.
Al día siguiente, Pinocho se encuentra con la pareja nuevamente, sin saber que eran los atacantes que intentaron ahorcarlo. Cuando Pinocho nota la pata del Gato en un cabestrillo, el Zorro afirma que el Gato se la cortó para alimentar a un lobo hambriento. Conducen a Pinocho a la zona donde entierran las monedas. En ausencia de Pinocho, la pareja desentierra las monedas y escapa. Pinocho se entera de esto por un loro, quien se burla de él por caer en sus trucos.
Cerca del final del libro, Pinocho se encuentra nuevamente con el Zorro y el Gato cuando busca un lugar para que Geppetto se recupere. Pero esta vez, la pareja se ha empobrecido, mientras que el Zorro ahora es realmente cojo, casi sin pelo y sin cola, debido a que tuvo que cortársela porque la vendió para comer, y el Gato quedó realmente ciego. Suplican comida o dinero, pero Pinocho los rechaza y afirma que sus desgracias les han servido bien por su maldad. Luego se va, mientras se despide de sus 'falsos amigos'.

## Adaptaciones

### La llave de oro o las aventuras de Buratino
En el cuento de hadas de 1936 La llave de oro o las aventuras de Buratino del escritor soviético Alekséi Nikoláyevich Tolstói, la versión del zorro es hembra y es llamada Alice (Алиса), mientras que el gato es llamado Basilio (Базилио).
Los personajes también han hecho aparición en adaptaciones de la historia:
- Ambos aparecen en la película de animación de 1959 Las Aventuras de Pinocho. En la versión original en ruso, a Alice y Basilio les dan voz Elena Ponsova y Vladimir Lepko, respectivamente.
- En la película musical de 1975 Las aventuras de Buratino, Elena Sanayeva interpreta a Alice la Zorra, mientras que Rolán Bikov interpreta Basilio el Gato.

### Versión de Disney

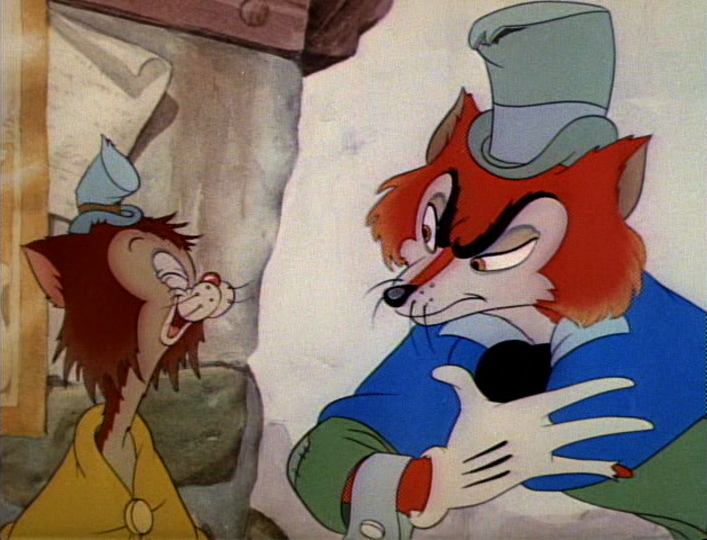
Gedeón (izquierda) y el Honrado Juan (derecha) en la película Pinocho de 1940.

En la película de animación de Disney Pinocho (1940), los personajes son llamados "El Honrado Juan y Gedeón" ("Honest John & Gideon" en inglés; en ocasiones Gideon manteniendo su nombre original en algunos medios en español), y son dos de los villanos principales de la película:
- J. Worthington Foulfellow, más conocido como "El Honrado Juan" (aunque de honrado no tiene nada), es un zorro rojo antropomórfico y el líder del dúo; siempre está buscando oportunidades de conseguir dinero fácilmente, y para lograrlo se aprovecha de la inocencia de Pinocho. Primero engaña al niño de madera para que se una al mundo del espectáculo vendiéndolo al titiritero Strómboli por una pequeña bolsa de monedas. Más tarde, cuando Pinocho escapa y vuelve a casa, se topa de nuevo con Juan y lo vuelve a engañar: esta vez lo vende al Cochero por más dinero, que lleva a Pinocho a la Isla de los Juegos.
- Gedeón es un gato antropomórfico mudo, y el compañero tontorrón del Honrado Juan. Guiado por su socio, Gedeón convence a Pinocho para que haga novillos, y cada vez que Pinocho se niega porque tiene prisa, Gedeón intenta golpearle con un mazo, aunque el Honrado Juan se lo quita de las manos y le da a él por ser tan bruto.

Al igual que otros personajes de Disney, ellos dos han aparecido haciendo cameos en la serie de televisión House of Mouse.
El Honrado Juan aparece como personaje jugable en el videojuego Disney Magic Kingdoms, pudiendo ser desbloqueado por un tiempo limitado.
En literatura, ellos aparecen en un libro basado en la historia El traje nuevo del Emperador, donde toman el papel de los sastres que pretenden engañar al Emperador (El Príncipe Juan de Robin Hood), y en la serie de libros Kingdom Keepers, apareciendo en el quinto y el sexto libro como parte de los Overtakers, una organización formada por varios Villanos Disney.
En el remake de 2022 que adapta la historia de la película de 1940, aparecen como personajes generados por CGI, con el actor Keegan-Michael Key interpretando al Honrado Juan.

### Pinocho, la leyenda(1996)
En la película Pinocho, la leyenda, los personajes son dos humanos, siendo el Gato representado por una mujer llamada Felinet (interpretada por Bebe Neuwirth), quien actúa como la líder y cerebro del dúo, y el Zorro representado por un hombre llamado Volpe (interpretado por Rob Schneider), su torpe y bobo compinche; siendo "Felinet" y "Volpe" las palabras en italiano para "Felina" y "Zorro", respectivamente. Tras conocer a Pinocho, un niño de madera, se lo comunican al titiritero Lorenzini, a quien le interesa tenerlo en su espectáculo. Tiempo después, se vuelven a encontrar con Pinocho, engañándole diciendo que si planta sus monedas, en una hora habrá crecido un árbol repleto de ellas, viendo después Pinocho que le engañaron cuando volvió y se encontró que habían desenterrado sus monedas. Hacia el final de la historia, Pinocho se encuentra con ellos después de haberse convertido en un niño de verdad, y aprovechando que no le reconocen debido a su nuevo aspecto, les engaña diciendo que cerca hay una fuente en la que si beben el agua (la cual momentos antes convirtió a niños, y casi a Pinocho, en burros) mientras sostienen una piedra, esta se convertirá en oro. Al final, tras beber el agua, esta hace que Felinet termine convirtiéndose en una gata, y Volpe en un zorro.
Ambos vuelven a aparecer en la secuela directa a vídeo, Pinocho y Geppetto (1999), esta vez con Sarah Alexander en el papel de Felinet y Simon Schatzberger como Volpe. En la historia, se les pasó el efecto de la transformación en animales, volviendo a tener un físico humano, pero sin embargo, conservando el pelaje y rasgos como las orejas y el hocico de los animales en los que se transformaron, guardando rencor a Pinocho por tener que vivir con ese aspecto. A causa de tener esa apariencia, ellos actúan haciendo un espectáculo en la feria de Madame Flambeau, quien dice ser la esposa viuda de Lorenzini.

### Otras adaptaciones

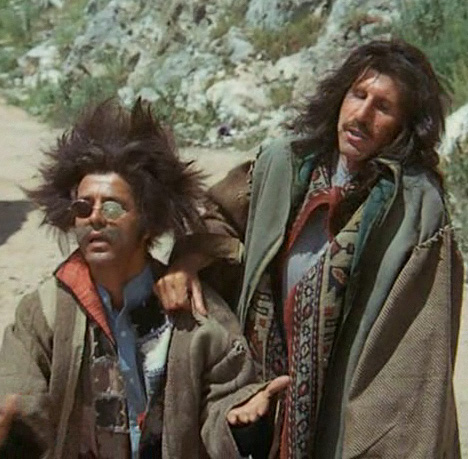
El Gato (Franco Franchi) y el Zorro (Ciccio Ingrassia) como mendigos en la miniserie de 1972.

- En la miniserie de 1972 Las aventuras de Pinocho, el Zorro y el Gato aparecieron interpretados por Ciccio Ingrassia y Franco Franchi, respectivamente. Se los representa como humanos que trabajan como comediantes para Mangiafuoco, maquillados como un zorro y un gato. Más tarde son despedidos e intentan robar las monedas de Pinocho.

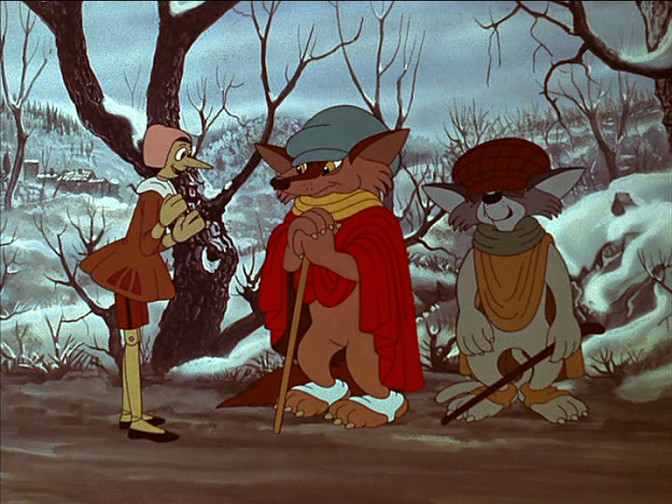
Pinocho con el Zorro y el Gato en Las fantasías de Pinocho.

- En la película animada de 1972 Las fantasías de Pinocho, el Zorro y el Gato (con las voces de Sergio Tedesco y Manlio De Angelis, respectivamente, en la versión italiana) siguen la caracterización que se muestra en el libro: la pareja finge tener una discapacidad física y tientan a Pinocho con el Campo de los Milagros. Como en el libro, el Zorro es el más elocuente de los dos, e intentan asesinar a Pinocho por sus monedas, aunque el Gato no pierde la pata como ocurre en el libro. Al final de la película, los dos están empobrecidos, aunque el Zorro no pierde la cola ni su pelaje como en el libro.
- En la película Pinocho de 2019, el Zorro y el Gato son interpretados por Massimo Ceccherini y Rocco Papaleo, respectivamente. Ambos son representados como humanos, aunque con orejas puntiagudas, colmillos y garras.
- El videojuego Lies of P incluye a los personajes Lucio y Claudia Volfe, hermano y hermana, conocidos bajo sus alias Black Cat y Red Fox, respectivamente, usando máscaras de animales basadas en sus apodos, y siendo dos de los antagonistas en la trama, también sirviendo como jefes opcionales.

### Otras versiones
Personajes basados parcialmente en el Zorro y el Gato:
- En la película Pinocho 3000 (2004), los personajes son reemplazados por un dúo de robots llamados Cab y Rodo, los cuales convencen a Pinocho de hacer novillos y no ir a la escuela. Cab es un robot alto y torpe, mientras que Rodo, el cerebro del dúo, es de baja estatura y su apariencia se asemeja a un puercoespín.
- Los personajes Martin y Myrna (Harry Groener y Carolyn Hennesy) de la serie Érase una vez, padres de Pepito Grillo, son un dúo de timadores que hacen alusión al Zorro y al Gato. También sus ropas y aspecto se asemejan a las de la versión de los personajes en la película de animación de 1940 (asemejándose Martin al Honrado Juan, y Myrna a Gedeón). Ellos son unos titiriteros que buscan enriquecerse, lo cual también hace referencia al personaje Comefuego de la novela original, o como otros personajes de la serie, a su versión de Disney. Ellos solamente hacen aparición en el episodio de la primera temporada "Esa vocecilla silenciosa".
- En Pinocho de Guillermo del Toro (2022), hay un personaje llamado el Conde Volpe, que es una mezcla entre el personaje Comefuego (dirigiendo un espectáculo), y el Zorro (su nombre, Volpe, significa "zorro" en italiano, además de tener un peinado asemejándose a orejas de zorro, y una larga nariz asemejándose a un hocico). El personaje del gato está ausente de la historia, con el Conde Volpe teniendo como compinche a un mono llamado Spazzatura.